# Cufundar
Cufundarii sunt un grup de păsări acvatice⁠(d) întâlnite în mare parte din America de Nord și nordul Eurasiei. Toate speciile vii sunt membre ale genului Gavia, familia Gaviidae și ordinul Gaviiformes.

## Etimologie
Denumirea științifică Gavia a fost termenul latin pentru ferăstraș (Mergellus albellus). Această mică rață de mare nu are nicio legătură cu cufundarii și se întâmplă să fie o altă pasăre de mare albă și neagră care înoată și se scufundă după pește. Nu este probabil ca vechii romani să fi avut prea multe cunoștințe despre cufundari, deoarece aceștia sunt limitați la latitudini mai nordice și, de la sfârșitul ultimei perioade glaciare⁠(d), par să fi apărut doar ca migratori rari de iarnă în regiunea mediteraneană.
Termenul gavia a fost transferat de la rațe la cufundari abia în secolul al XVIII-lea. Naturaliștii anteriori se refereau la cufundari ca mergus (termenul latin pentru păsările de mare scufundătoare de toate tipurile) sau colymbus, care a devenit denumirea genului utilizată în prima descriere științifică modernă a unei specii de Gavia (de Carl Linnaeus) în 1758. Din nefericire, a existat o mare confuzie cu privire la faptul dacă genul Colymbus al lui Linnaeus se referea la cufundari sau la corcodei. Ornitologii nord-americani au folosit denumirea genului pentru a se referi la corcodei, în timp ce europenii au folosit-o pentru cufundari, după Nicholas Aylward Vigors⁠(d) și Richard Bowdler Sharpe⁠(d).

## Sistematică și evoluție
Toate speciile vii sunt încadrate în genul Gavia. S-a sugerat că genul Gavia își are originea în Europa în timpul Paleogenului. Cea mai veche specie, G. egeriana, a fost descoperită în depozitele de la începutul Miocenului din Dolnice⁠(d), Cehia. În restul Miocenului, Gavia a reușit să se răspândească în America de Nord prin coastele Atlanticului, ajungând în cele din urmă pe coastele Pacificului până la sfârșitul Miocenului. Studiul interrelațiilor dintre speciile existente a arătat că cea mai bazală dintre cele cinci specii este cufundarul mic.
| Linie           | Imagine | Denumire științifică               | Distribuție |
| --------------- | ------- | ---------------------------------- | --- |
| Linia bazală    |         | Cufundar mic Gavia stellata        | Emisfera nordică, în general la nord de 50°, vara în interiorul continentului și iarna în zonele de coastă, până la sud de Florida și sudul Chinei |
| Linia gât-negru |         | Cufundar polar Gavia arctica       | Europa de Nord și Asia, se reproduce în interiorul continentului și iernează pe coastele Atlanticului și Pacificului[28]                           |
| Linia gât-negru |         | Cufundar de Pacific Gavia pacifica | nordul Canadei și estul Siberiei și iernează de-a lungul coastei Pacificului din America de Nord                                                   |
| Linia cap-negru |         | Cufundar mare Gavia immer          | coastele și lacurile din Canada și SUA până în Mexic și pe coasta atlantică a Europei                                                              |
| Linia cap-negru |         | Cufundar cu cioc alb Gavia adamsii | Rusia, Canada și Statele Unite, Mexic și Spania.                                                                                                   |

### Înregistrare fosilă
Aproape zece specii preistorice din genul Gavia au fost numite până în prezent, iar un număr la fel de mare de specii nedescrise așteaptă să fie studiate în continuare. Genul este cunoscut începând cu Miocenul timpuriu, iar cei mai vechi membri sunt destul de mici (unii sunt mai mici decât cufundarul mic). De-a lungul Neogenului târziu, genul urmează, în general, regula lui Cope (conform căreia liniile de populație tind să crească în dimensiune corporală pe parcursul evoluției).
Lista speciilor fosile de Gavia
- †G. brodkorbi Howard, 1978 (Miocenul târziu din Orange County, Statele Unite)
- †G. concinna Wetmore, 1940 (Miocen târziu/Pliocen timpuriu din vestul și estul Statelor Unite)
- †G. egeriana Švec, 1982 (Miocenul timpuriu din Cehoslovacia ?și Cheswold, Delaware, Statele Unite -? Yorktown Pliocen timpuriu din mina Lee Creek, Carolina de Nord, Statele Unite)[9]
- †G. fortis Olson & Rasmussen, 2001 (Pliocenul timpuriu Yorktown din mina Lee Creek, Carolina de Nord, Statele Unite)[8]
- †G. howardae Brodkorb, 1953 (Formațiunea San Diego, California[10] și Formațiunea Yorktown, Carolina de Nord[8]
- †G. moldavica Kessler, 1984 (Miocenul târziu din Chișinău, Moldova)[11]
- †G. palaeodytes Wetmore, 1943 (Valea oaselor din Pliocenul timpuriu/mediu din Pierce, Florida, Statele Unite)[12]
- †G. paradoxa Umanska, 1981 (Miocenul târziu din Čebotarevka, Ucraina)[11]
- †G. schultzi Mlíkovský, 1998 (Miocenul mijlociu din Sankt Margarethen, Austria)[4]